# Waterpolo Tenerife Echeyde
El Waterpolo Tenerife Echeyde es un club deportivo de waterpolo situado en Santa Cruz de Tenerife, España, fundado en el año 1993, con el objetivo de fomentar la práctica del waterpolo. Actualmente juega en la máxima categoría nacional de waterpolo, la división de honor masculina. A partir de la temporada 2017-18, sus partidos de liga lo realizaran en la Piscina Municipal Acidalio Lorenzo.
El club cuenta con una cantera con equipos masculinos y femeninos en las categorías de alevín, infantil, cadete y juvenil.

## Plantilla 2020-21
- Daniel Darias
- Pablo Díaz
- Santiago San Martín
- Zvonimir Andelic
- Adrián Magriñá
- Ignacio Gutiérrez
- Sebastian Susak
- Albert Español
- Germán González
- Eduardo Fernández – Caldas
- Marc Salvador
- Diego Mercado
- Rodrigo González
- Miguel Rodríguez

## Trayectoria
| Temporada | Liga              | Liga | Liga | Liga | Liga | Liga | Liga | Liga | Liga | Copa del Rey | Champions League | Euro Cup |
| Temporada | Div               | Pos. | J    | G    | E    | P    | GF   | GC   | Pts  | Copa del Rey | Champions League | Euro Cup |
| --------- | ----------------- | ---- | ---- | ---- | ---- | ---- | ---- | ---- | ---- | ------------ | ---------------- | -------- |
| 1993/2006 | Liga Regional     |      |      |      |      |      |      |      |      | -            | -                | -        |
| 2006/07   | 2º División       |      |      |      |      |      |      |      |      | -            | -                | -        |
| 2007/08   | Liga Regional     |      |      |      |      |      |      |      |      | -            | -                | -        |
| 2008/09   | Liga Regional     |      |      |      |      |      |      |      |      | -            | -                | -        |
| 2009/10   | 2º División       | 4º   |      |      |      |      |      |      |      | -            | -                | -        |
| 2010/11   | 2º División       | 2º   |      |      |      |      |      |      |      | -            | -                | -        |
| 2011/12   | 1.ª División      | 1º   |      |      |      |      |      |      |      | -            | -                | -        |
| 2012/13   | 1.ª División      | 2º   |      |      |      |      |      |      |      | -            | -                | -        |
| 2013/14   | 1.ª División      | 2º   |      |      |      |      |      |      |      | -            | -                | -        |
| 2014/15   | 1.ª División      | 2º   |      |      |      |      |      |      |      | -            | -                | -        |
| 2015/16   | 1.ª División      | 2º   |      |      |      |      |      |      |      | -            | -                | -        |
| 2016/17   | 1.ª División      | 1º   |      |      |      |      |      |      |      | -            | -                | -        |
| 2017/18   | División de Honor | 11º  |      |      |      |      |      |      |      | Cuartos      | -                | -        |
| 2018/19   | División de Honor | 10º  |      |      |      |      |      |      |      |              |                  |          |

## Palmarés
| Título           | Campeón              | Subcampeón                             |
| ---------------- | -------------------- | -------------------------------------- |
| Primera división | 2 (2011-12, 2016-17) | 4 (2012-13, 2013-14, 2014-15, 2015-16) |
| Segunda división | 0                    | 1 (2010-11)                            |

## Categorías inferiores
El Waterpolo Tenerife Echeyde dispone actualmente de equipos en las siguientes categorías: Alevin-Benjamin, Infantil, Cadete, Juvenil y también dispone de un combinado femenino. También tiene un segundo equipo el cual juega actualmente en la Liga Regional. El año pasado disputó por tercera vez consecutiva la fase de ascenso a Segunda División.